# Loenochod

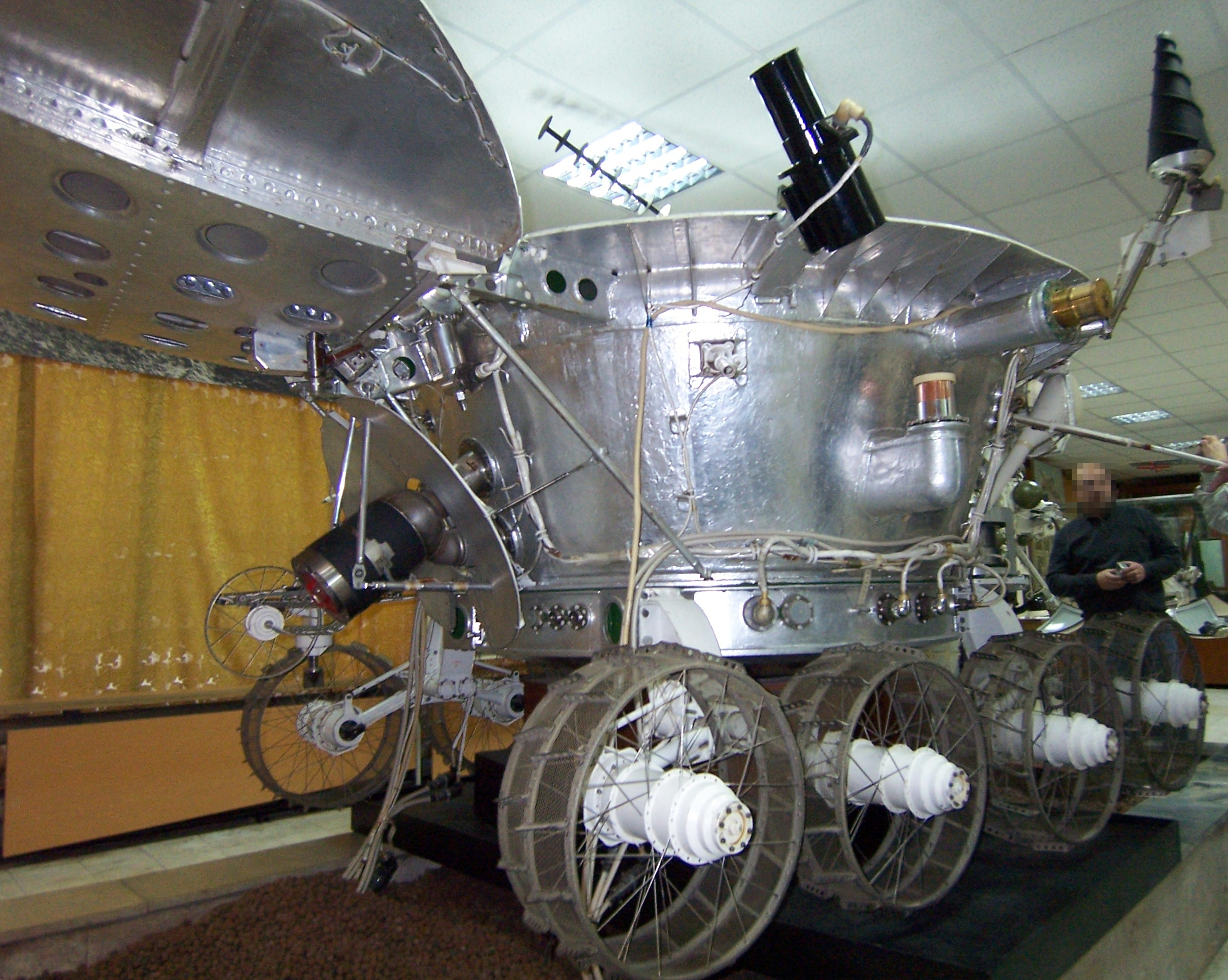
Loenochod 3 in het Lavotsjkin-museum

Loenochod (Russisch: Луноход, letterlijk Maanloper) is de naam van twee maanwagens die de Sovjet-Unie in 1970 en 1973 op de Maan zette en het gelijknamige ruimteprogramma. Dit ruimteprogramma werd uitgewerkt door het ontwerpbureau Lavotsjkin. 

## Kenmerken
De achtwielige motorvoertuigen waren onbemand en werden vanaf de Aarde bestuurd. Ze waren 2,3 meter lang en 1,5 meter hoog, en gebruikten zonne-energie om zich overdag voort te bewegen. Tijdens de maannacht werden ze warm gehouden met een polonium-210-generator. Dít geschiedde door circulatie van verwarmde lucht. Loenochod-1 beschikte over twee televisiecamera's, Loenochod-2 had er drie. Vijf bestuurders op Aarde bepaalden de rijrichting. 
Het wagentje stopte geregeld, om met behulp van een andere set televisiecamera's aan de zijkant panoramafoto's over te seinen. De draagkracht van de maanbodem werd gemeten met een hardheidsmeter; een röntgenstralen-spectrometer onderzocht de chemische samenstelling van de maanbodem. Daarnaast beschikte het over een reflectorspiegel met veertien elementen om de afstand van de aarde tot de maan tot op 40 cm nauwkeurig vast te leggen. Samen legden de voertuigen 52 kilometer op het maanoppervlak af.

## Chronologie
- In 1969 werd de eerste poging gedaan om een Loenochod (voertuig 8EL nummer 201) te lanceren maar de raket ontplofte bij de start.
- In 1970 bracht de Loena 17 de Loenochod 1 (voertuig 8EL nummer 203) op de maan. Deze landde op 17 november 1970 op de maan en was tien maanden actief. Loenochod 1 verkende het westelijke deel van Mare Imbrium. Op 14 september 1971 werd voor het laatst een radiosignaal opgevangen. Het was niet duidelijk waar Loenochod 1 zich op dat moment bevond, en pogingen het voertuig op te sporen bleven bijna veertig jaar lang zonder resultaat. In maart 2010 werd op foto's van het landingsgebied een puntje ontdekt, en op 22 april 2010 werd Loenochod 1 teruggevonden.[3]
- In 1973 volgde de Loenochod 2 (voertuig 8EL nummer 204) met de Loena 21. Hij was actief in de krater Le Monnier. De Loenochod 2 hield tot juli 2014[4] met een afstand van 42 kilometer het record voor de grootste afstand ooit gereden op een ander hemellichaam dan de aarde.[5]
- Een derde Loenochod (voertuig 8EL nummer 205) werd gebouwd en zou in 1977 gelanceerd worden. Dit vond nooit plaats en het voertuig staat nu in een bedrijfsmuseum van het Lavotsjkin-ontwerpbureau, in de Russische stad Chimki.

Loena 1958A · Loena 1958B · Loena 1958C · Loena 1 · Loena 1959A · Loena 2 · Loena 3 · Loena 1960A · Loena 1960B · Spoetnik 25 · Loena 1963B · Loena 4 · Loena 1964A · Loena 1964B · Kosmos 60 · Loena 1965A · Loena 5 · Loena 6 · Loena 7 · Loena 8 · Loena 9 · Kosmos 111 · Loena 10 · Loena 11 · Loena 12 · Loena 13 · Loena 1968A · Loena 14 · Loena 1969A · Loena 1969C · Loena 15 · Kosmos 300 · Kosmos 305 · Loena 1970A · Loena 16 · Loena 17 · Loena 18 · Loena 19 · Loena 20 · Loena 21 · Loena 22 · Loena 23 · Loena 1975A · Loena 24 · Loena 25 · Loenochod